# 20211 Joycegates
20211 Joycegates este un asteroid din centura principală de asteroizi.

## Descriere
20211 Joycegates este un asteroid din centura principală de asteroizi. A fost descoperit pe 2 aprilie 1997 la Socorro, New Mexico, în cadrul proiectului LINEAR. Asteroidul prezintă o orbită caracterizată de o semiaxă mare de 3,10 ua, o excentricitate de 0,11 și o înclinație de 1,4° în raport cu ecliptica.